# Frank Zappa Meets the Mothers of Prevention
Frank Zappa Meets the Mothers of Prevention je album rockového experimentátora Franka Zappy z roku 1985. Původně bylo vydané ve dvou mírně odlišných verzích ve Spojených státech a Evropě.

## Seznam skladeb
Všechny skladby napsal Frank Zappa, pokud není uvedeno jinak.

### Americká verze

#### Strana 1
1. "We're Turning Again" – 4.55
2. "Alien Orifice" – 4.03
3. "Yo Cats" (Zappa, Tommy Mars) – 3.31
4. "What's New in Baltimore?" – 5.21

#### Strana 2
1. "Little Beige Sambo" – 3.02
2. "Porn Wars" – 12.04
3. "Aerobics in Bondage"– 3.16

### Evropská verze

#### Strana 1
1. "We're Turning Again" – 4.55
2. "Alien Orifice" – 4.03
3. "Yo Cats" (Zappa, Mars) – 3.31
4. "What's New in Baltimore?" – 5.21

#### Strana 2
1. "I Don't Even Care" (Zappa, Watson) – 4:39
2. "One Man, One Vote" – 2:35
3. "H.R. 2911" – 3:35
4. "Little Beige Sambo" – 3:02
5. "Aerobics in Bondage" – 3:16

### Evropské CD
1. "Porn Wars"
2. "We're Turning Again"
3. "Alien Orifice"
4. "Aerobics in Bondage"
5. "I Don't Even Care" (Zappa, Watson) – 3:47
  - The song is shortened on this European release; 47 seconds of Johnny "Guitar" Watson adlibs are missing.
6. "Little Beige Sambo"
7. "What's New in Baltimore?"
8. "One Man, One Vote"
9. "H.R. 2911"
10. "Yo Cats" (Zappa, Mars)

### 1986 US CD/1995 CD reedice
1. "I Don't Even Care" (Zappa, Watson) – 4:39
2. "One Man, One Vote" – 2:35
3. "Little Beige Sambo" – 3:02
4. "Aerobics in Bondage" – 3:16
5. "We're Turning Again" – 4:55
6. "Alien Orifice" – 4:10
7. "Yo Cats" (Zappa, Mars) – 3:33
8. "What's New in Baltimore?" – 5:20
9. "Porn Wars" – 12:05
10. "H.R. 2911" – 3:35 (1995 CD only)

## Sestava
- Frank Zappa – zpěv, kytara, synclavier, producent
- Johnny "Guitar" Watson – zpěv, kytara v "I Don't Even Care"
- Ike Willis – zpěv, kytara
- Ray White – zpěv, kytara
- Bobby Martin – zpěv, klávesy
- Steve Vai – kytara
- Tommy Mars – klávesy
- Scott Thunes – baskytara
- Chad Wackerman – bicí
- Ed Mann – perkuse
- Moon Zappa – zpěv
- Dweezil Zappa – zpěv
- John Danforth – hlasy v "Porn Wars"
- Ernest Hollings – hlasy v "Porn Wars"
- Paul S. Trible, Jr. – hlasy v "Porn Wars"
- Paula Hawkins – hlasy v "Porn Wars"
- J. James Exon – hlasy v "Porn Wars"
- Al Gore – hlasy v "Porn Wars"
- Tipper Gore – hlasy v "Porn Wars"
- Bob Stone – inženýr